# Hysplex

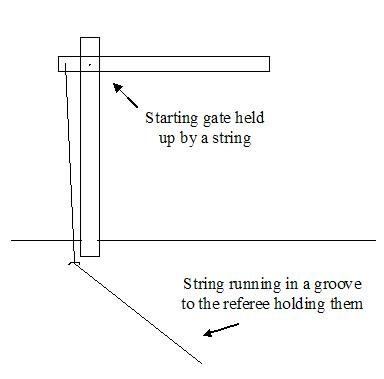
De eenvoudige hysplex met klapbalkje.

Een hysplex (Oudgrieks ὕσπληγξ) is een in het oude Griekenland gebruikt startmechanisme  voor paarden- of hardloopraces, waarmee een gelijktijdige start kon worden gegarandeerd.

## Beschrijving
De hysplex werd ingevoerd om een neutrale start te garanderen en het risico op valse starts, partijdige scheidsrechters of onduidelijke startsignalen uit te sluiten. De hysplex werd ook wel balbis (βαλβίς) genoemd. Zowel de hysplex als balbis maken deel uit van het startmechaniek, maar beide termen werden in de oudheid door elkaar gebruikt en het is heden ten dage niet meer mogelijk om precies te zeggen welke onderdelen precies bij de hysplex of balbis behoorde. Een onderdeel van de balbis was in ieder geval een soort startblok. Deze mechanismen werden aan het begin van het parcours neergezet. Elke deelnemer had zijn eigen hysplex. Er bestonden twee soortes hyspleges: de eenvoudige variant met valbalkje stamt uit de 5e eeuw v.Chr. en de torsievariant uit de 3e eeuw v.Chr..

## Varianten

### Valvariant
De eenvoudige variant bestond uit een verticale balk met daarop een horizontale lat die kon scharnieren. Deze lat werd horizontaal gehouden door een touw dat was verbonden met de korte overhang van de lat. Alle touwen werden naar de scheidsrechter geleid, die zich op een centraal punt achter de renners bevond. Bij de start van de race liet de scheidsrechter de touwen vieren, waardoor de latten door hun eigen gewicht naar beneden klapten en er een vrije toegang voor de deelnemers ontstond; het teken om te starten.

### Torsievariant
De andere variant bestond uit twee paaltjes waartegen op de grond scharnierende dunnere paaltjes rustten. Tussen deze palen stonden nog meer lichte scharnierende paaltjes, eentje tussen elke renbaan. Alle paaltjes waren door middel van touwen met elkaar verbonden. De buitenste twee en mogelijk ook de middelste paal waren onder de renbaan verbonden met torsieveren. De torsieveer bestond uit windingen van pezen en de klappalen werden in deze windingen gestoken, op dezelfde wijze als bij Grieks torsiegeschut zoals de monankon, euthytone en palintone. Om te starten werd de klappalen met torsieveer ontgrendeld, waardoor deze door de torsiespanning van de gespannen veer met veel kracht naar voren klapte, de andere paaltjes met zich mee trekkend.